# Nikâh al Misyar
Nikah al Misyar ("mariage du voyageur" en arabe), appelée chez les Bédouins "mariage musarrib" est un montage juridique usuel, qui voudrait que les personnes se marient sans que l’époux ait à prendre d’engagements financiers vis-à-vis de son épouse. Cette dernière l’en dispense par une clause du contrat de mariage par laquelle elle renonce à certains de ses droits (tels que la cohabitation des époux, le partage égal des nuits entre toutes les épouses en cas de polygamie, le domicile, la subvention à l’entretien « nafaqa », etc.); la femme est également libre de ses allées et venues, et le mari n'a, dans ce type de mariage, aucun contrôle sur elle. Le gardien légal de la femme doit consentir à ce mariage pour qu'il puisse avoir lieu,. L’épouse continue de mener une vie séparée de celle de son mari, et de subvenir à ses besoins par ses propres moyens. En général, l'épouse d'un mariage misyār est une mère célibataire.
Ceci allant contre les préceptes coraniques qui implique en obligeance à l'homme de se marier si ses moyens lui permettent afin de subvenir aux besoins de son épouse.

## La licéité du mariage «misyar»
La légitimité du mariage misyār se base sur l'interprétation du verset 24 de la sourate 4 (an-Nisā'), qui stipule que "Puis, donnez-leur leurs salaires pour ce que vous jouissez d'elles, comme une imposition." (Al-Deeb), le mot "ce que vous jouissez" (istamtaʕtum, de la même racine que mut'a), étant le mot clé de la question. Le mariage misyar n'est généralement pas reconnu et va à l'encontre des préceptes islamiques concernant le mariage et l'obligation émanant de l'ordre Divin pour l'homme de subvenir aux besoins d'une ou plusieurs épouses. Il a toutefois été autorisé par diverses fatwas, notamment au Soudan en 2008 par Magmʕa fiqhī, l'organisme national de fiqh soudanais. Quelques jours plus tard, un juge de la Cour Suprême soudanaise a interdit un tel mariage, considérant comme inacceptable un mariage où la femme perd tous ses droits. Le Sheikh Ibn Baz (1910-1999), grand mufti d'Arabie saoudite et juriste musulman particulièrement respecté a permis le mariage misyār
L’ancien grand mufti d’Égypte Nasr Fareed Wassel souligne, à cet égard, que la femme peut légitimement renoncer à certains de ses droits au moment du mariage, si elle le souhaite, du fait qu’elle a des ressources personnelles, par exemple, ou que son père se propose de continuer à subvenir à ses besoins. Mais, en cas de changement de circonstances, elle peut revendiquer tous les droits que la loi lui confère en sa qualité d’épouse (comme la nafaqa par exemple), parce que ce sont des droits inaliénables dans le cadre du mariage.
Wassel observe que la clause de renonciation ne constitue qu’une promesse de ne pas revendiquer certains droits. Elle a une portée morale certaine, mais est sans valeur sur le plan juridique.
Il ajoute qu’une telle clause n’affecte en rien les droits des enfants qui naîtraient de cette union, qu’il s’agisse de la reconnaissance de paternité, des effets de la filiation, de la prise en charge financière des enfants par leur père, des droits de l’épouse et des enfants à leur part d’héritage, etc..

## Les arguments en faveur du mariage misyar
Pour ses très nombreux défenseurs[réf. nécessaire], le mariage misyar constitue une adaptation du régime du mariage aux besoins concrets de personnes qui n’arrivent plus à se marier de la manière traditionnelle dans des pays tels que l’Arabie saoudite, le Koweït ou les Émirats arabes unis, à cause de la cherté des loyers et de la vie en général ; des montants élevés exigés en dot ; et d’autres raisons économiques et financières similaires.
Il ne répond aucunement aux besoins d'une société conservatrice qui sanctionne sévèrement le « zina » (la fornication) et autres relations sexuelles entretenues hors du cadre du mariage  
Certains traits de ce mariage évoquent le mariage mut’a, en vigueur en Arabie avant l’Islam, et pratiqué encore de nos jours par la communauté chiite, qui le considère comme une forme licite d’union, alors que les musulmans sunnites la considèrent comme illicite.
Mais, le mariage mut’a est basé sur un contrat à durée déterminée, alors que le contrat de mariage misyar est d’une durée indéterminée.
Des théologiens et des associations féminines sont opposés au mariage « misyar ».
Certains juristes réputés tels que Muhammad Ibn Othaymin ou Nassirouddine Al-Albany, de même que de nombreux professeurs d’Al Azhar s’opposent au mariage misyar du fait qu’il contredit, à leur avis, l’esprit du droit du mariage islamique, et a des retombées négatives importantes sur la femme, sur la famille et sur la communauté.
Certaines organisations de défense des droits de la femme s’opposent également à ce type de mariage, dont elles considèrent la légitimation par les autorités politiques et religieuses de nombreux pays comme une régression en matière de protection des droits humains de la femme, et un recul en matière de droit de la famille.

### Arabe
- Critique du misyar
- Al-Marzuqi Saleh Secrétaire Général AIF interviewé par Alarabiya.net au sujet des décisions de l'AIF 12/04/2006
- An-Najimi, Muhammad : membre de l’AIF, interviewé par AlArabiya.net au sujet des décisions de l’AIF (28/04/06)
- Bin Menie, Abdullah bin Sulaïman : fatwa concernant le mariage misyar (et opinions d’Ibn Othaymin et Al-albany sur la même question)

« http://www.bab-albahrain.net/forum/showthread.php?p=329473#post329473 »(Archive.org • Wikiwix • Archive.is • Google • Que faire ?)